# Зоран Симовић
Зоран Симовић - Чоче (Мојковац, 2. новембар 1954) је бивши југословенски фудбалски голман. Био је велики мајстор за одбране једанаестераца, а истицао се и честим, понекад и непотребним истрчавањима са гол-линије. 
Професионалну играчку каријеру започео је у Напретку из Крушевца, одакле је 1980. године прешао у редове сплитског Хајдука. Одличне игре у билом дресу довеле су га и до репрезентације Југославије. Симовић је за репрезентацију Југославије забележио 10 наступа, укључујући и меч квалификација за Европско првенство у фудбалу 1984. против Бугарске на Пољуду. Југославија се пласирала на завршни турнир у Француској на коме се није баш истакла, али је Симовићеве игре запазио тадашњи тренер турског Галатасараја, Немац Јуп Дервал, на чије је инсистирање Симовић прешао на обале Босфора.
У највећем турском клубу Симовић је остао све до 1990. године, када је објавио да се повлачи из фудбала. У једној анкети сврстан је на 12. место листе најбољих странаца турског фудбала свих времена и међу шест најбољих голмана турске лиге.